# Кухмазов, Мурадхан Абдулджалилович
Мурадхан Абдулджалилович Кухма́зов (25 января 1914, Ахты — 16 февраля 1986, Дербент) — лезгинский советский театральный актёр, Народный артист РСФСР (1960).

## Биография
Мурадхан Абдулджалилович Кухмазов родился 25 января 1914 года в селе Ахты. Его отец Абдулжалил Кухмазов и дядя Абдурахман Гаджи были учениками ахтынского медресе, оба были уважаемыми людьми, занимающими видное место в Ахтынском обществе. Отец хорошо знал арабский, персидский, тюркский и русский языки, служил переводчиком у царских чиновников, служивших в Южном Дагестане. Был избран на съезде крестьян Самурского округа депутатом в Государственную Думу. Мать Муминат была дочерью ссыльного в Сибирь за выступление против царя богатого ахтынца.
Мурадхан Кухмазов с детства увлекался театром. В 15 лет сыграл свою первую небольшую роль в спектакле «Мешеди Ибад» в Ахтынском театре. В 1932 году окончил курсы по подготовке кадров для национальных театров в Махачкале. В том же году начал свою сценическую деятельность в Лезгинском драматическон театре в родном селе (с 1949 года в Дербенте). Создавал образы сильных, властных людей, отличался большим темпераментом.
Во время Великой Отечественной войны добровольцем ушёл на фронт, руководил одной из бригад, обслуживающих фронт. Прошёл всю войну с полевой бригадой чтецов, танцоров и певцов, участвовал в боях за освобождение Минска, Орши, Кенигсберга. Был депутатом Дербентского городского Совета депутатов.
После окончания войны М. Кухмазов снова возвращается в Лезгинский театр и до выхода на пенсию здесь работает. В 1958 году М. Кухмазову присвоили почетное звание «Народный артист ДАССР». В 1959 году в Свердловской киностудий снимали художественный фильм «Тучи покидают небо» (режиссеры Николай Жуков и Николай Поленков) по сценарию писателя Ахмед-Хана Абубакара. М. Кухмазов участвует в этом фильме и прекрасно исполняет роль председателя колхоза Касума. После появления этого фильма в кинотеатрах актер получил известность по всему Советскому Союзу. Его приглашают для съемки на другие фильмы. Но он отказывает и в дальнейшем ни в одном фильме не снимается. В 1960 году в г. Москва проходит декада Дагестанской литературы и искусства. Во время декады он исполнил роли Узаир-бека в спектакле «Сулак – свидетель» по пьесе М. Чистякова и М. Хуршилова (режиссер Султан Дадашев (1906-1968) и Мурсал-хана в спектакле «Ашуг Саид» (режиссер Сервер Джетере) по пьесе Т. Хрюгского и К. Меджидова. За прекрасное воплощение этих образов в том же году он получил новое почетное звание – «Народный артист РСФСР». В 1984 году М. Кухмазов отправился на пенсию.  
16 февраля 1986 года великий лезгинский актер скончался. Он похоронен на кладбище «Кырхляр» г. Дербента.

### Семья
- Жена — актриса Шамсиджахан Казимагомедовна Кухмазова (1924—2009), народная артистка РСФСР.
- Дочь — актриса лезгинского театра Фарида Кухмазова.
- Дочь — актриса лезгинского театра Зарифа Кухмазова, народная артистка Дагестана.

## Награды и премии
- Заслуженный артист Дагестанской АССР (1940).
- Народный артист Дагестанской АССР (1958).
- Народный артист РСФСР (23.04.1960).
- Орден Красной Звезды
- Орден «Знак Почёта»
- Медаль «За отвагу»
- Медаль «За взятие Кёнигсберга»
- Медаль «За победу над Германией в Великой Отечественной войне 1941—1945 гг.»

## Работы в театре
- «Лейли и Меджнун» У. Гаджибеков — Ибн Салам
- «Аршин-мал-алан» У. Гаджибекова — Сулейман
- «Кузнец Геве» Шамседдина Сами — Геве
- «Невеста Огня» по пьесе Джафара Джабарлы — Агшин
- «Платон Кречет» А. Корнейчука — Берест
- «Разбойники» Шиллера — Карл Моор
- «Намус» Ширванзаде — Рустам
- «Коварство и любовь» Ф. Шиллера — Фердинанд
- «Голос Америки» Б. Лавренёва — Кидд
- «Сулак свидетель» М. Хуршилова и М. Чистякова — Узаир
- «Ашуг Сайд» Т. Хрюгского и К. Меджидова — Мурсал-хан
- «Калиновая роща» А. Корнейчука — Батура
- «На бойком месте» А. Островского — Миловидова
- «Двадцатилетие» — Сергей Салтыков
- «Улдуз» С. Рахмана — Шубай
- «Шёлковое сюзане» А. Каххара — Дехкамбай
- «Сто миллионов» С. Балабана — Константин Витачек
- «Дни и ночи» К. Симонова
- «Сын полка» В. Катаева

## Фильмография
- 1959 — Тучи покидают небо — Касум (дублирует В. Н. Емельянов)